# Anatoli Kim
Anatoli Andreïevitch Kim (en russe : Анато́лий Андре́евич Ким), né le 15 juin 1939 à Serguievka, dans l'oblys du Kazakhstan-Méridional, est un écrivain, scénariste, dramaturge et traducteur soviétique puis russe.

## Biographie
Anatoli Kim est né le 15 juin 1939 à Serguievka, dans l'oblys du Kazakhstan-Méridional, en RSS du Kazakhstan d'un père enseignant. Les ancêtres coréens d'Anatoli se sont installés en Russie dès le XIXe siècle. Comme bon nombre de Koryo-sarams, ses parents sont envoyés en 1937 en RSS du Kazakhstan, puis, en 1947, sur l'île de Sakhaline. Anatoli étudie à l'Institut académique des arts à la mémoire de 1905 de Moscou, ce qui explique sa capacité à mettre en page et décorer ses propres livres.
En 1971, il est diplômé de l'Institut de littérature Maxime-Gorki par correspondance. Il accumule les professions les plus diverses, ce qui l'aide à trouver sa voie. Il commence par publier des récits et des nouvelles ayant pour thématique l'Extrême-Orient et Sakhaline et étant imprégnés du quotidien, du folklore et d'une vision du monde typiquement coréens. Par la suite, il devient même enseignant à Séoul.
Il voyage beaucoup dans la partie européenne de la Russie et y respire, selon ses propos, l'atmosphère de l'authentique parler russe. Il est baptisé en 1979 et écrit, dans la foulée, le roman «Онлирия», qu'un critique littéraire qualifie de "dissertation sur la condition de l'écrivain chrétien".
Il possède plusieurs datchas dans l'oblast de Riazan, dans les villages de Nemiatovo et Ouretchnoïe.
De fin 2004 à 2012, il vit au Kazakhstan, mais retourne souvent en Russie. En 2012, il retourne à Moscou et vit désormais à Peredelkino.

## Œuvres traduites en français
- Лотос (1980) : traduit en français sous le titre Le Lotus par Françoise Baqué-Louge en 2006 aux éditions Jacqueline Chambon  (ISBN 978-2-87711-303-8).
- Нефритовый пояс (1981) : traduit en français sous le titre La Ceinture de Jade par Michèle Astrakhan en 1998 aux éditions Jacqueline Chambon  (ISBN 978-2-87711-186-7).
- Белка (1985) : traduit en français sous le titre L'Écureuil par Christine Zeytounian-Beloüs en 1990 aux éditions Jacqueline Chambon  (ISBN 978-2-87711-036-5).
- Отец-Лес (1989) : traduit en français sous le titre Notre père la forêt par Christine Zeytounian-Beloüs en 1996 aux éditions Jacqueline Chambon  (ISBN 978-2-87711-145-4).

### Traductions
Anatoli Kim traduit beaucoup d'auteurs kazakhs en russe, comme Moukhtar Aouézov.